# Лаборатория
Лабораторията е помещение или група от помещения, сграда или комплекс от сгради, които са оборудвани за провеждане на високоспециализирани изследвания и анализи, експерименти и измервания. Може да означава също научноизследователска или измервателна организация.
Наименованието произхожда от думи на латински: laboro, laborare – трудя се; в буквален превод означава „работилница“.

## Видове лаборатории

### Според предназначението
Учебни
В тях се демонстрират структурата и свойствата на изучаваните обекти – химични вещества, физични тела, организми.
Производствени
В тях се провеждат изследвания за определяне на качеството на входящата суровина и произвежданата продукция.
Контролни
В тях се осъществява независим контрол върху структурата и свойствата на изследваните обекти. Становищата на контролните лаборатории често се използват за арбитраж.
Научни
В тях се провеждат експерименти за проверка на научни хипотези и за получаване на нови вещества, тела или технологии.

### Според обхвата на дейност
Биологични
В тях се изследват строежа и функциите на организмите.
Компютърни
Компютърни изследователски центрове в рамките на държавни организации или компании.
Химични
В тях се изследват състава и свойствата на различни вещества и химични съединения.
Физични
В тях се изследват структурата и свойствата на различни физични тела.
Специализирани
В тях се изследват физичните, химичните и биологичните свойства на обособени групи от вещества, тела или организми. Към тях се отнасят:
- ботанични – за изследване на растенията;
- геологични – за изследване на скалите и полезните изкопаеми;
- медицински – за изследване на болните организми;
- медико-диагностични лаборатории:
- микробиологични – за изследване на строежа и функциите на микроорганизмите;
- паразитологични – за изследване на паразитите;
- патологични – за изследване на увредените от болести части на организмите;
- и още много други.